# Jednostki imperialne

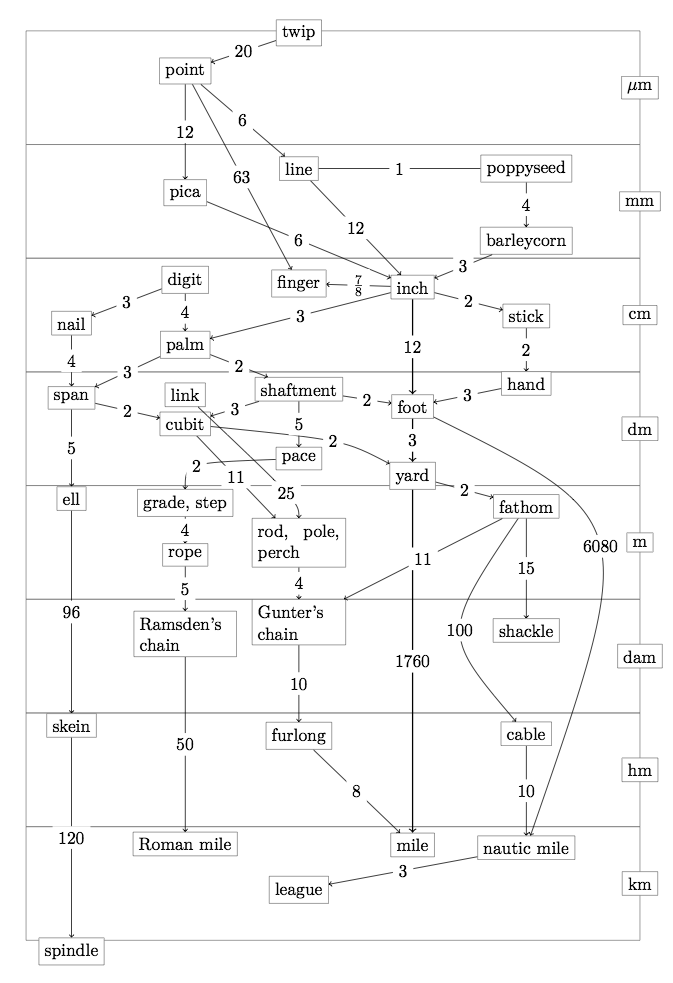
schemat powiązania jednostek długości

Brytyjski system miar, jednostki imperialne – system miar stosowany w Wielkiej Brytanii oraz dawnych koloniach brytyjskich. Ponadto był stosowany tradycyjnie w komunikacji morskiej i lotniczej.

## Jednostki długości
- 1 cal (inch) [in] = 3 barleycorns (3 ziarna jęczmienia) = 25,4 mm (cal międzynarodowy)
- 1 stopa (foot) [ft] = 12 cali = 0,3048 m
- 1 jard (yard) [yd] = 3 stopy = 0,9144 m
- 1 pręt (pole, perch lub rod) [rd] = 5,5 jarda = 5,0292 m
- 1 łańcuch (chain) [ch] = 4 pręty = 20,1168 m
- 1 furlong [fur] = 10 łańcuchów = 660 stóp = 201,168 m
- 1 mila (mile) [mi] = 8 furlongów = 1609,344 m
- 1 liga (league) = 3 mile = 4828,032 m

W USA stopa bywa też nazywana stopą międzynarodową, dla odróżnienia od innej stosowanej jednostki – stopy geodezyjnej:
- 1 stopa geodezyjna = 1,000002 stopy międzynarodowej = 0,3048006096 m

## Jednostki powierzchni
- 1 perch (żerdź) = 1 pręt kwadratowy = 272,25 stopy kwadratowej = 25,292 852 64 m²
- 1 rood = 1 furlong × 1 pręt = 1210 jardów kwadratowych = 1 011,714 1056 m²
- 1 akr = 1 furlong × 1 łańcuch = 4840 jardów kwadratowych = 4 046,856 4224 m²

Oprócz tego stosuje się jednostki bez osobnej nazwy, takie jak np. mila kwadratowa (ang. square mile, sq mi, mi², 2,589988110336 km²).

## Jednostki objętości
- Substancje płynne lub mokre (wet)
  - 1 uncja płynu (fluid ounce) [fl oz] = 28,413 ml (w odniesieniu do jednostki brytyjskiej)
  - 1 gill = 5 uncji płynu (fluid ounces)
  - 1 cup = 2 gills
  - 1 pinta (półkwarta) (pint) [pt] = 2 cups = 4 gills = 20 fluid ounces = 0,568261 l (w odniesieniu do jednostki brytyjskiej)
  - 1 kwarta (quart) [qt]
    - 1 brytyjska kwarta (UK quart) = 2 UK pint = 40 UK fluid ounces
    - 1 amerykańska kwarta (US quart) = 32 US fluid ounces

  - 1 galon (gallon) [gal] = 4 kwarty

- Substancje suche (dry)
  - 1 peck = 2 galony
  - 1 kenning = 2 pecks
  - 1 buszel (bushel) [bsh] lub [bu] = 8 galonów = 4 pecks = 2 kennings
  - 1 quarter = 8 buszli

Istnieją różnice między jednostkami w Wielkiej Brytanii („UK”) i w USA – np.
- 1 UK fluid ounce = 0,961 US fluid ounce = 28,4125 ml
- 1 US fluid ounce = 1,041 UK fluid ounces = 29,5735 ml
- 1 UK pint = 0,568261285251 l
- 1 US pint = 0,473176473 l
- 1 UK gallon = 1,200949351 US gallon = 4,546087824 l
- 1 US gallon = 0,832674583 UK gallon = 3,785411784 l

## Jednostki wagowe
- 1 gran (grain) [gr] = 64,79891 mg
- 1 dram [dr] = 27 i 11/32 grains ≈ 1,77184519 g
- 1 uncja (ounce) [oz] = 28,3495 g
- 1 funt (pound) [lb] = 16 uncji = 256 drams = 7000 grains = 453,59237 g
- 1 kamień (stone) [st] = 14 pounds = 6,35 kg
- 1 quarter = 2 stones = 28 pounds = 12,7 kg
- 1 cetnar (hundredweight) [cwt] = 4 quarters = 112 pounds = 50,8 kg
- 1 tona angielska (UK ton) [t] = 1 US long ton = 20 hundredweight = 2240 pounds = 1016 kg
- 1 tona amerykańska (US ton lub short ton) [t] = 2000 pounds = 907 kg

## Jednostki temperatury
- 1 stopień Fahrenheita [°F]:
  - {\displaystyle ^{\circ }F=\left[^{\circ }C\right]\cdot {\frac {9}{5}}+32}
  - {\displaystyle ^{\circ }C=\left(\left[^{\circ }F\right]-32\right)\cdot {\frac {5}{9}}}
- 1 Rankine [R]:
  - {\displaystyle ^{\circ }R=\left(\left[^{\circ }C\right]+273{,}15\right)\cdot {\frac {9}{5}}}
  - {\displaystyle ^{\circ }C=\left(\left[^{\circ }R\right]-491{,}67\right)\cdot {\frac {5}{9}}}
  - {\displaystyle ^{\circ }F=\left[^{\circ }R\right]-459{,}67}